# Demon Hunter
Demon Hunter är ett amerikanskt metal-band från Seattle, Washington, bildat 2000. Bandets logo som förekommer på samtliga skivomslag är en demon med ett skotthål i pannan. Detta på grund av bandets kristna övertygelse, vilken också ofta går igen i bandets texter.

## Bandmedlemmar
Nuvarande medlemmat
- Ryan Clark – sång (2000– ), gitarr (2000–2003)
- Jonathan Dunn – basgitarr (2003– )
- Yogi Watts – trummor, slagverk (2004– )
- Patrick Judge – sologitarr, bakgrundssång (2009– )
- Jeremiah Scott – rytmgitarr (2011– )

Tidigare medlemmar
- Don Clark – rytmgitarr, bakgrundssång (2003–2009), basgitarr (2000–2003)
- Jesse Sprinkle – trummor, slagverk (2000–2004)
- Kris McCaddon – sologitarr (2003–2005)
- Ethan Luck – sologitarr, bakgrundssång (2005–2009)
- Ryan Helm – rytmgitarr (2009–2011)

Turnerande medlemmar
- Patrick Judge – gitarr (2008)
- Randy Torres – gitarr (2009)

## Diskografi
Studioalbum
- 2002 – Demon Hunter
- 2004 – Summer of Darkness
- 2006 – The Triptych
- 2007 – Storm The Gates Of Hell
- 2010 – The World Is A Thorn
- 2012 – True Defiance
- 2014 – Extremist

Livealbum
- 2008 – 45 Days
- 2009 – Live in Nashville

Singlar (på hitlistorna)
- 2014 – "'Artificial Light" (Hot Christian Songs #49)
- 2014 – "The Last One Alive" (Hot Christian Songs #38, Christian Digital Songs #43)
- 2014 – "I Will Fail You" (Hot Christian Songs #37, Christian Digital Songs #34)

Samlingsalbum
- 2007 – Double Take: Demon Hunter
- 2011 – Death, a Destination